# Hervormde kerk (Asten)
De Hervormde kerk is een voormalig hervormd kerkgebouw te Asten, gelegen aan de Lindestraat 1.

## Geschiedenis
Het kerkje werd gebouwd in 1810 onder de regering van Lodewijk Napoleon, om de hervormden van een kerkgebouw te voorzien nadat de katholieken hun kerk hadden teruggekregen.
Het is een eenbeukig gebouwtje, opgetrokken in handgevormde baksteen en met een gepleisterde voorgevel waarop zich een dakruitertje bevindt. De kerk heeft een driezijdige koorafsluiting waarbinnen zich de preekstoel bevindt.
Geldgebrek veroorzaakte achterstallig onderhoud, terwijl nieuwbouwplannen niet doorgingen. In 1867 stortte het plafond gedeeltelijk in. De kerk werd weer bruikbaar gemaakt en in 1885 werd de voorgevel, die in verval was geraakt, gerepareerd. Verdere restauraties volgden in 1938 en 1965. In 1981 werd nog een orgel aangeschaft, geleverd door de firma N.D. Slooff. Het kerkje werd daarop tevens gebruikt voor kleinschalige muziekuitvoeringen. Van belang is de preekstoel uit 1649, die mogelijk uit de toenmalige katholieke kerk afkomstig was (in 1648 vond de Vrede van Munster plaats en werden de katholieke kerkgebouwen door de hervormden genaast).
In 2013 werd het kerkje buiten gebruik gesteld en te koop gezet. De protestanten kerkten voortaan in de protestantse kerk te Someren.
Het kerkje kreeg onder de naam In de Gloria een sociaal-culturele bestemming. Het interieur bleef zo goed mogelijk gehandhaafd en ook de historische preekstoel werd intact gelaten.
Het kerkje is geklasseerd als gemeentelijk monument.